# Watchfield
Watchfield – wieś w Anglii, w hrabstwie Oxfordshire, w dystrykcie Vale of White Horse. Leży 31 km na południowy zachód od Oksfordu i 106 km na zachód od Londynu. W 2001 miejscowość liczyła 2222 mieszkańców.